# Scathophaga fontinalis
Scathophaga fontinalis is een vliegensoort uit de familie van de drekvliegen (Scathophagidae). De wetenschappelijke naam van de soort is voor het eerst geldig gepubliceerd in 1867 door Camillo Róndani.